# 改憲派 (香港)
改憲派（かいけんは、英語: Pro-Constitutional amendment camp）は、独立を求めず、香港のミニ憲法に当たる《基本法》を改正することにより、民主化と自治を目指す香港の政治的派閥である。熱血公民はその中の中核団体の一つと見なされる。
改憲派は全市民による事実上の住民投票を通じて、《基本法》の改正を実行し、香港を都市国家の地位を要求する。理論として改憲派団体である香港復興会に所属する陳雲が提唱した「都市国家理論」がある。
改憲派は、《基本法》の改正が中国共産党政権により承認されれば、返還前に宣言した「自治・社会制度の維持」は、当初締め切りとされる2047年の後でも保証されると主張している。「過激な」抗議スタイルを提唱し、汎民主派と左翼に対して敵対的である。
だが改憲派と本土派、民主派には明白で深刻な違いがあり、改憲派は、民主派または本土派だとは見なされない場合もある。